# Stefan Wul
« Pierre Pairault » redirige ici. Pour l’article homophone, voir Pierre Perrault.
Pour les articles homonymes, voir Pairault.
Œuvres principales
- Niourk (1957)
- Oms en série (1957)

Pierre Pairault, dit Stefan Wul, est un écrivain de science-fiction français, né le 27 mars 1922 à Paris et mort le 26 novembre 2003 à Évreux. Il a également écrit sous un autre nom de plume : Lionel Hudson.
Principalement connu pour ses romans, il a aussi écrit des nouvelles et des recueils de poèmes.

## Biographie
Pierre Pairault naît en 1922 dans le quatrième arrondissement de Paris et suit des études classiques au Collège Rocroy Saint-Léon. Il obtient son baccalauréat de philosophie en 1940. Dans son enfance, Pierre Pairault écrivait déjà des histoires dont il vendait les chapitres à ses camarades de classe auxquels il les lisait  à la récréation contre la modique somme d'un sou. Mais au moment de choisir sa filière d'étude, son père lui déconseilla de faire des études de littérature. À la fin de la Seconde Guerre mondiale, il obtint son diplôme de chirurgien dentiste.
Il se marie en 1951. Il quitte bientôt Paris pour s'installer dans la campagne normande à partir de 1952.
Parallèlement à son métier de chirurgien-dentiste, Pierre Pairault écrit sous le pseudonyme de Stefan Wul à partir de 1956. Le pseudonyme Stefan Wul fait référence au nom d'un ingénieur atomiste de l'Oural découvert dans une revue spécialisée. Après quelques essais infructueux dans le domaine du roman policier, Pierre Pairault choisit la science-fiction un peu par hasard, simplement parce que sa femme s'était plainte d'un roman de S.F. qu'elle venait de lire. Convaincu de pouvoir mieux faire, Pierre Pairault se lance dans l'aventure de l'anticipation et publiera onze romans entre 1956 et 1959, tous parus dans la célèbre collection « Anticipation » des éditions Fleuve noir, et ce malgré la mauvaise réputation littéraire de la science-fiction à cette époque. Stefan Wul participa également à la création des dessins de couverture de ses romans en envoyant à l'illustrateur René Brantonne plusieurs croquis de travail. Du point de vue de la méthode, Stefan Wul a toujours déclaré travailler sans plan ni ligne directrice, partant d'une simple idée de départ développée peu à peu au fil de l'écriture. Nombre de ses chutes surprenantes ne lui sont venues qu'en cours de rédaction, sans préméditation. Parlant de science-fiction, Stefan Wul avait une approche artistique proche de la peinture, affirmant ne s'intéresser qu'aux univers sensibles, faits d'odeurs, de couleurs, de formes, de paysages et d'animaux merveilleux :

« La magie des décors et de l'ambiance évoquée par la musique, voilà ce qui m'inspire, je crois. Et tout le reste est accessoire. Le livret d'opéra, je m'en fiche éperdument ; ce qui m'intéresse, ce sont les cymbales, une ambiance, voilà, un climat. »

Après une longue période de silence de dix-huit ans, Stefan Wul livre son dernier roman en 1977 avec Noô, créant ainsi une dernière fois l'événement.
Ses romans sont aujourd'hui considérés comme des classiques dans le monde de la science-fiction française et furent maintes fois réédités. Son plus grand succès français reste le roman post-apocalyptique Niourk qui retrace l'histoire d'un enfant noir, rejeté par sa tribu, parti en quête de la ville mythique de Niourk.
Stefan Wul participa brièvement au fanzine On dirait de Pierre Versins et publia quelques nouvelles et recueils de poésie qui puisent leur inspiration dans l'univers de la science-fiction.

## Œuvres

### Romans
Les romans de Stefan Wul sont présentés par ordre de parution :
- Retour à « 0 » (1956) ;
- Niourk (1957) ;
- Rayons pour Sidar (1957) ;
- La Peur géante (1957) ;
- Oms en série (1957) ;
- Le Temple du passé (1957) ;
- L'Orphelin de Perdide (1958) ;
- La Mort vivante (1958) ;
- Piège sur Zarkass (1958) ;
- Terminus 1 (1959) ;
- Odyssée sous contrôle (1959) ;
- Noô (1977) .

### Nouvelles
Les nouvelles qui suivent sont présentées avec les références de leurs premières publications :
- Le Bruit (1957), in Fiction no 43 ;
- Échec au plan 3 (1958), in Satellite no 1 ;
- Expertise (1958), in Fiction 54 ;
- Il suffit d'un rien (1958), in Satellite no 5 ;
- Jeux de vestales (1960), in Fiction spécial no 2 ;
- Gwendoline (1961), in Fiction no 87 ;
- Droit de réponse (1974), in Les nouvelles littéraires, no 2427 ;
- L'Archange (1982), in Stefan Wul, Odyssée sous contrôle, Denoël, Coll. Présence du futur, no 542, 1993 ;
- Le Loup botté (1995), in Stefan Wul, Œuvres complètes - 1, Lefrancq, 1996 ;
- Déchéance (2000), in Phenix no 50.

### Poésies
- La Vercingétorigolade, La Pensée universelle, 1972, puis in Stefan Wul Œuvres complètes 2 Éditions Claude Lefrancq, Collection Volumes, 1997
- Apocalypses, in Stefan Wul Œuvres complètes 1 Éditions Claude Lefrancq Collection Volumes, 1996
- Hommage à Julia Verlanger, in Stefan Wul Œuvres complètes 1 Éditions Claude Lefrancq Collection Volumes, 1996
- Transes, in Stefan Wul Œuvres complètes 2 Éditions Claude Lefrancq, Collection Volumes, 1997
- Feuilles éparses, in Stefan Wul Œuvres complètes 2 Éditions Claude Lefrancq, Collection Volumes, 1997
- Autres rimes de circonstance, in Stefan Wul Œuvres complètes 2 Éditions Claude Lefrancq, Collection Volumes, 1997

## Adaptations

### Adaptations au cinéma
- Le roman Oms en série fut adapté en film d'animation en 1973 par René Laloux sous le titre La Planète sauvage, avec des dessins de Roland Topor.
- L'Orphelin de Perdide fut également adapté en 1981 par René Laloux sous le titre Les Maîtres du temps, avec des dessins de Mœbius.

### Adaptations en bandes dessinées
Une série d'adaptations en BD a vu le jour chez Ankama dans la collection « Les univers de Stefan Wul » :
- Le roman Niourk a été adapté en bande dessinée en 2012 chez Ankama (3 tomes)
  - 1. L'Enfant noir, Olivier Vatine (scénario et dessin), octobre 2012,  (ISBN 978-2-359-10315-1)
  - 2. La ville, Olivier Vatine (scénario et dessin), octobre 2013,  (ISBN 978-2-359-10398-4)
  - 3. Alpha, Olivier Vatine (scénario et dessin), septembre 2015,  (ISBN 978-2-359-10545-2)
- Le roman Oms en série a été adapté en bande dessinée en 2012 chez Ankama (3 tomes)
  - 1. Terr, sauvage, Jean-David Morvan (scénario), Mike Hawthorne (dessin), octobre 2012,  (ISBN 978-2-359-10344-1)
  - 2. L'ExOm, Jean-David Morvan (scénario), Mike Hawthorne (dessin), octobre 2014,  (ISBN 978-2-359-10390-8)
  - 3. La vieille - Terr, Jean-David Morvan (scénario), Mike Hawthorne (dessin), avril 2017,  (ISBN 978-2-359-10860-6)
- Le roman La Peur géante a été adapté en bande dessinée à partir de 2013 chez Ankama (3 tomes) :
  - 1. La révolte des océans, Denis Lapière (scénario), Mathieu Reynès (dessin), octobre 2013,  (ISBN 978-2-359-10399-1)
  - 2. L'ennemi des profondeurs, Denis Lapière (scénario), Mathieu Reynès (dessin), avril 2015,  (ISBN 978-2-359-10761-6)
  - 3. La guerre des abysses, Denis Lapière (scénario), Raùl Arnàiz (dessin), février 2016,  (ISBN 978-2-359-10920-7)
- Le roman Piège sur Zarkass a été adapté en bande dessinée en 2013 chez Ankama (3 tomes)
  - 1. Une chenille pour deux, Yann (scénario), Didier Cassegrain (dessin), janvier 2013,  (ISBN 978-2-359-10369-4)
  - 2. New Pondichery mon amour, Yann (scénario), Didier Cassegrain (dessin), novembre 2013,  (ISBN 978-2-359-10459-2)
  - 3. Gaïa, Go Home !, Yann (scénario), Didier Cassegrain (dessin), septembre 2014,  (ISBN 978-2-359-10476-9)
- Le roman Rayons pour Sidar a été adapté en bande dessinée en 2014 chez Ankama (2 tomes)
  - 1. Lorrain, Valérie Mangin (scénario), Emmanuel Civiello (dessin), mai 2014,  (ISBN 978-2-359-10480-6)
  - 2. Lionel, Valérie Mangin (scénario), Emmanuel Civiello (dessin), août 2015,  (ISBN 978-2-359-10810-1)
- Le roman Le Temple du passé a été adapté en bande dessinée en 2014 chez Ankama (2 tomes)
  - 1. Entrailles, Hubert (scénario), Étienne Le Roux (dessin), mai 2014,  (ISBN 978-2-359-10499-8)
  - 2. Envol, Hubert (scénario), Étienne Le Roux (dessin), août 2015,  (ISBN 978-2-359-10811-8)
- Le roman Retour à « 0 » a été adapté en bande dessinée en 2015 chez Ankama (1 tome)
  - Retour à zéro, Thierry Smolderen (scénario) et Laurent Bourlaud (dessin), janvier 2015,  (ISBN 978-2-359-10514-8)
- Le roman Odyssée sous contrôle, a été adapté en bande dessinée en 2015 chez Ankama (1 tome)
  - Odyssée sous contrôle, Dobbs (scénario) et Stéphane Perger (dessin), septembre 2016,  (ISBN 978-2-359-10977-1)
- Le roman Terminus 1 a été adapté en bande dessinée en 2016 chez Ankama (2 tomes)
  - 1. L'Homme à la valise, Serge Le Tendre (scénario), Jean-Michel Ponzio (dessin), juin 2016,  (ISBN 978-2-359-10938-2)
  - 2. Le Fruit défendu, Serge Le Tendre (scénario), Jean-Michel Ponzio (dessin), octobre 2016,  (ISBN 979-10-33500-00-1)

À la suite d'un changement d'éditeur, les adaptations de Stefan Wul en BD se poursuivent chez Comix Buro (en partenariat avec Glénat) :
- Le roman La Mort vivante, a été adapté en bande dessinée en 2018 chez Comix Buro (1 tome)
  - La mort vivante, Olivier Vatine (scénario) et Alberto Varanda (dessin), août 2018,  (ISBN 978-2-344-03079-0)
- Le roman L’Orphelin de Perdide, a été adapté en bande dessinée en 2018 chez Comix Buro (2 tomes)
  - 1. Claudi, Régis Hautière (scénario) et Adriàn Fernández Delgado (dessin), septembre 2018,  (ISBN 978-2-344-03080-6)
  - 2. Silbad, Régis Hautière (scénario) et Adriàn Fernández Delgado (dessin), janvier 2019,  (ISBN 978-2-344-03349-4)
- Le roman Noô, a été adapté en bande dessinée en 2019 chez Comix Buro (3 tomes)
  - 1. Soror, Laurent Genefort (scénario) et Alexis Sentenac (dessin), aout 2019,  (ISBN 978-2-344-03142-1)
  - 2. Subral, Laurent Genefort (scénario) et Alexis Sentenac (dessin), août 2020,  (ISBN 978-2-344-04075-1)
  - 3. Candida,  Laurent Genefort (scénario) et Alexis Sentenac (dessin), mai 2025,  (ISBN 978-2-344-05132-0)

## Honneur
L'astéroïde (213800) Stefanwul est nommé en son honneur.